# Шикова, Весмина
Весмина Шикова (род. 3 октября 1951, Варна) — болгарская шахматистка, международный мастер (1971) среди женщин.
Победитель чемпионата Болгарии среди женщин 1972 года.
В составе сборной Болгарии участница двух Олимпиад (1972, 1978).

## Изменения рейтинга
| Графики недоступны из-за технических проблем. См. информацию на Фабрикаторе и на mediawiki.org. |